# Nuria Torray
Nuria Torray (eigentlich Núria Torra Resplandi; * 27. September 1934 in Barcelona; † 8. Juni 2004 in Madrid) war eine spanische Schauspielerin.
Ersten Erfolg hatte die Spanierin mit der Bühnen-Hauptrolle in Arthur Millers Hexenjagd. Torray, die mit Produzent Juan Guerrero Zamora verheiratet war, hatte ihr Leinwanddebüt 1957 in Susana y yo und spielte in etlichen Unterhaltungsfilmen, darunter vielen Western. Etliche Male erhielt sie Auszeichnungen. Seit Mitte der 1970er Jahre war sie ausschließlich für das Fernsehen tätig, bis sie 1989 ihre aktive Karriere beendete.

## Auszeichnungen
- 1962: Antena de Oro
- 1965: Preis des Sindicato Nacional del Espectáculo
- 1965: Preis des Festival de Mar del Plata
- 1966: Preis für die beste Fernsehschauspielerin
- 1995: Preis Ercilla de Teatro

## Filme (Auswahl)
- 1964: Überfall auf Fort Yellowstone (El hombre de la diligencia)
- 1966: Mountains (Mestizo)
- 1967: Die Rache des Pancho Villa (Los 7 de Pancho Villa)
- 1967: Der Falke von Kastilien (El halcon de Castilla)
- 1967: El amor brujo
- 1970: Django und Sartana kommen (Arrivano Django e Sartana… è la fine)